# Moundville (Misuri)
Moundville es un pueblo ubicado en el condado de Vernon en el estado estadounidense de Misuri. En el Censo de 2010 tenía una población de 124 habitantes y una densidad poblacional de 295,53 personas por km².

## Geografía
Moundville se encuentra ubicado en las coordenadas 37°45′53″N 94°27′3″O / 37.76472, -94.45083. Según la Oficina del Censo de los Estados Unidos, Moundville tiene una superficie total de 0.42 km², de la cual 0.42 km² corresponden a tierra firme y (0%) 0 km² es agua.

## Demografía
Según el censo de 2010, había 124 personas residiendo en Moundville. La densidad de población era de 295,53 hab./km². De los 124 habitantes, Moundville estaba compuesto por el 97.58% blancos, el 0% eran afroamericanos, el 0% eran amerindios, el 0% eran asiáticos, el 0% eran isleños del Pacífico, el 0.81% eran de otras razas y el 1.61% pertenecían a dos o más razas. Del total de la población el 2.42% eran hispanos o latinos de cualquier raza.